# Žarko Đurović
Žarko Đurović (Bogmilovići, 24. novembar 1928 — Podgorica, 18. avgust 2019) bio je književnik i akademik CANU.

## Biografija
Osnovnu školu učio u Novom Pazaru i Trebinju, a gimnaziju u Trebinju, Danilovgradu, Nikšiću i Beogradu, gdje je maturirao 1948. godine. Studirao je jugoslovensku književnost na Filozofskom fakultetu u Beogradu.
Bio je učesnik Narodnooslobodilačkog rata. Godine 1949. i 1950. proveo je na Golom otoku. Kratko vrijeme radio je kao novinar u listu Omladinski pokret (1954). Poslije toga se zapošljava kao novinar lista Novine u Prištini, a potom kao carinik u Beogradu, 1955–1958. godine, kada prelazi na rad u Centralno veće – Saveza slepih Jugoslavije, na mjesto urednika izdavačke djelatnosti i urednika lista Naš glasnik. U ovoj ustanovi osnovao je Zvučnu biblioteku za slijepe u kojoj su zastupljena najznačajnija djela svjetske i jugoslovenske književnosti.
Poslije rada u toj ustanovi zapošljava se kao saradnik, a poslije kao urednik lista Željezničke novine u Beogradu, gdje je radio od 1959. do 1980. godine, kada je penzionisan.
Objavio je preko šezdeset knjiga poezije za odrasle i djecu, proze, književne kritike i esejistike i hronika sa istorijskom tematikom. Autor je brojnih putopisa iz zemlje i inostranstva i više scenarija za dokumentarne filmove. Objavio je preko 3000 jedinica – kritika, ogleda, eseja, recenzija, polemičkih tekstova, putopisa i slično. Svoje tekstove objavljivao je u najpoznatijim književnim i drugim glasilima u zemlji: Književnosti, Delu, Savremeniku, Letopis Matice srpske, Stvaranje, Život, Odjek, Telegram, Oko, Ovdje, Politika, Borba, Oslobođenje, Pobjeda, NIN, Dugi, Prosvjetnom radu. Objavio je više izbora poezije, satire i književne kritike. Priredio je i napisao predgovore za zbornike: Poezija Sutjeske (1983) i Crnogorski pjesnici o željeznici (1987).

## Djela
- Prolegomena za noć,
- Ptice i nesanice,
- Hipnotički gong,
- Čuvar magnovenja,
- Pčelinjaci mašte,
- Ivicom nesna (poezija),
- Mjere i tumačenja,
- Vizure svjetova,
- Grlom u snoviđe,
- Vrijednosti i mjere (kritika).

Učestvovao je na mnogim međunarodnim skupovima i festivalima u svojstvu pisca i književnog kritičara. Zastupljen je poezijom u mnogim svjetskim i drugim antologijama. Prevođen na više stranih jezika, u knjigama ili prilozima.Za književni rad dobio je brojne nagrade i priznanja. Među njima su: Trinaestojulska nagrada, Nagrada za životno djelo namijenjeno djeci, nagrada „Marko Miljanov” za najbolju knjigu godine u Crnoj Gori, Nagrada za najbolju satiričnu knjigu godine na jugoslovenskom prostoru, nagrada „Stara maslina” za ukupno dječje stvaralaštvo, nagrada UKCG „Makarijevo slovo” za ukupno književno stvaralaštvo. Vlada Crne Gore dodijelila mu je status istaknutog kulturnog stvaraoca.
O njegovom književnom stvaralaštvu održan je simpozijum 1998. godine u Plužinama, u okviru festivala „Pjesnička riječ na izvoru Pive” na kome je uzelo učešća 16 poznatih književnih kritičara. O Đurovićevom djelu govoreno je na mnogim međunarodnim naučnim skupovima i drugim književnim tribinama u zemlji i inostranstvu.Član je Udruženja književnika Crne Gore i Crnogorskog udruženja pisaca za djecu i mlade. Bio je najstariji član Književne zajednice „Mirko Banjević” iz Nikšića, dok je najmlađi Aleksandar Ćuković. Predsjednik je Odbora za književnost CANU u više mandata.Za vanrednog člana CANU izabran je 6. decembra 1996. godine, a za redovnog člana 12. decembra 2003. godine. Bio je predsjednik  Odbora za književnost Crnogorske akademije nauka i umjetnosti u više mandata.
Petru Komneniću je posvetio "Ram za golootočku noć". Živio je u Podgorici.
Za vanrednog člana CANU izabran je 6. decembra 1996. godine, a za redovnog 12. decembra 2003. godine.

## Spoljašnje veze
- Žarko Đurović na sajtu CANU
- „Žarko Đurović: Petokraka – simbol patriotskog nasljeđa“ na sajtu Pobjede
- „Žarko Đurović: Kad kič stekne medijsku prevlast“ na sajtu Analitike Архивирано на веб-сајту  (3. август 2020)
- „Vlasnik maski po izboru“ na sajtu Pobjede
- „Promocija knjige "Goli otok - dno pakla"“ na sajtu CDM[мртва веза]